# 科挙
科挙（かきょ、繁体字: 科舉; 簡体字: 科举; 拼音: kējǚ、満洲語: ᡤᡳᠣᡳ
ᡰᡳᠨ
ᠰᡳᠮᠨᡝᡵᡝ、転写: gioi žin simnere）とは、中国で598年 - 1905年、すなわち隋から清の時代まで、約1300年間にわたって行われた官僚登用試験である。同様の制度は中国だけでなく、朝鮮、ベトナムにも普及した。

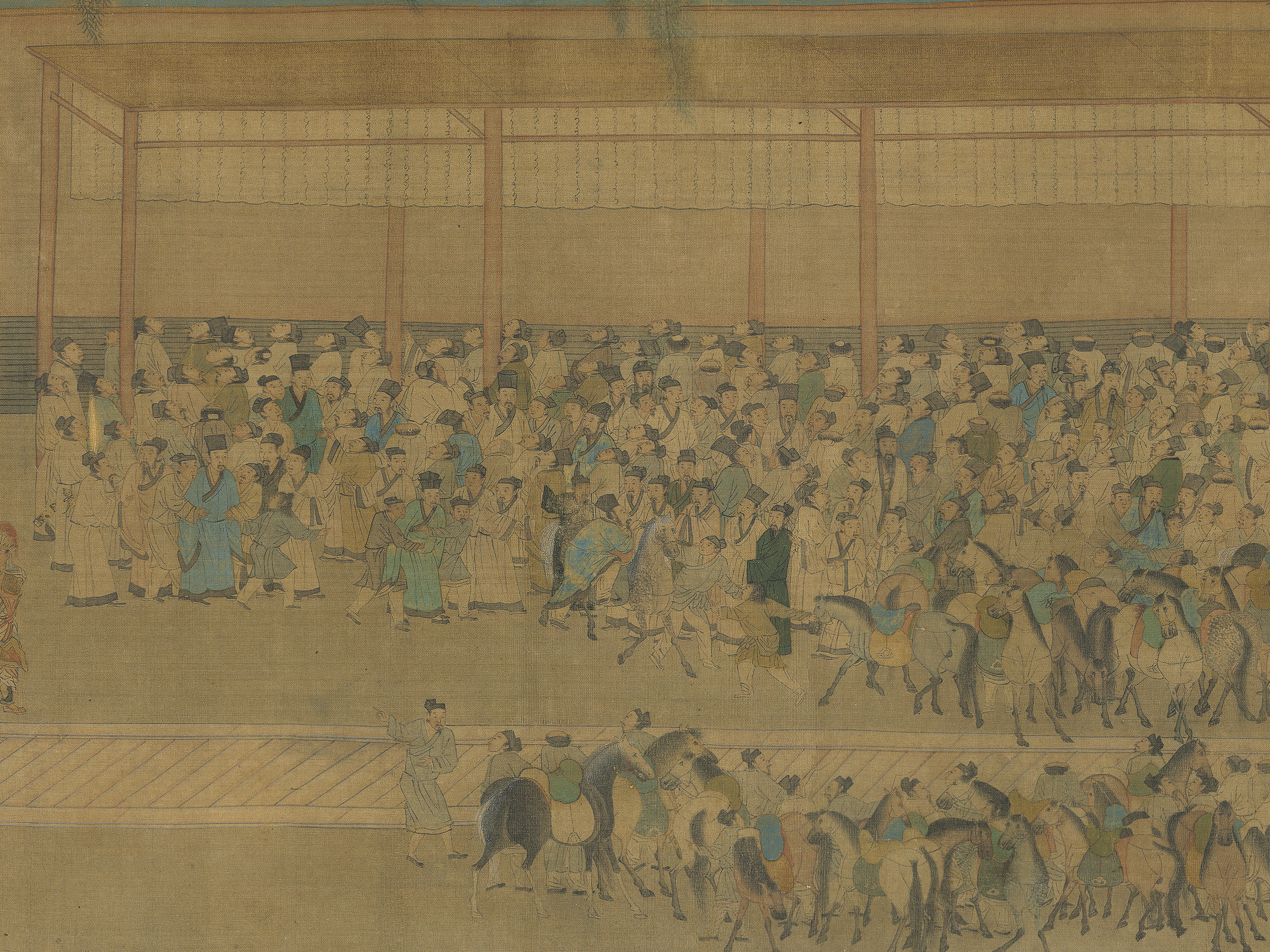
科挙の合格者発表（放榜）

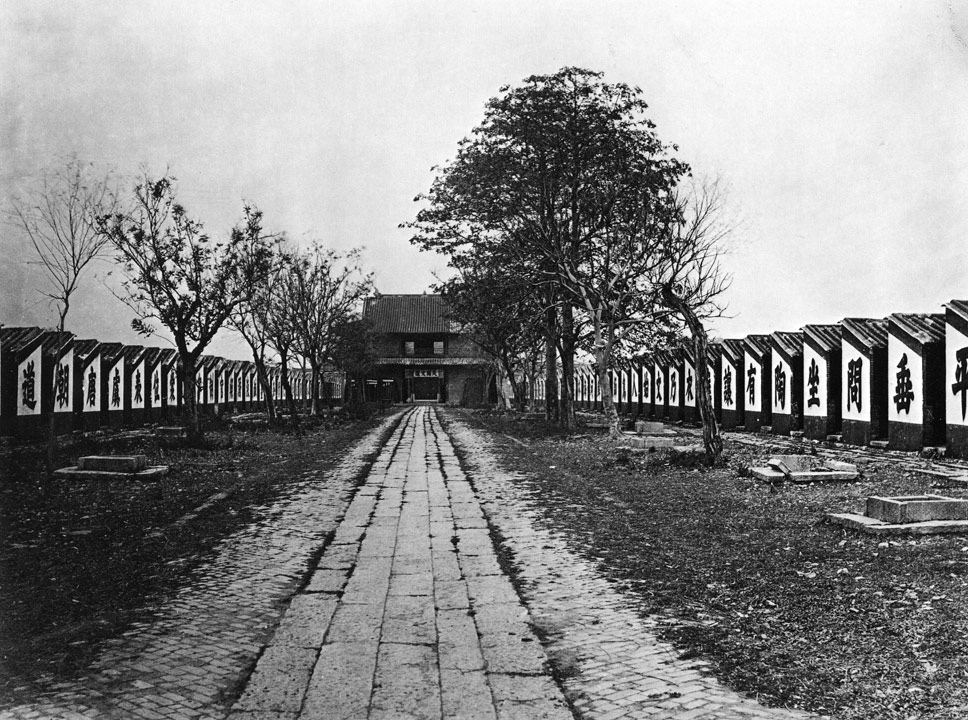
貢院の号舎

科挙の競争率は非常に高く、時代によって異なるが、最難関の試験であった進士科の場合、最盛期には約3000倍に達することもあったという。最終合格者の平均年齢も、時代によって異なるが、おおむね36歳前後と言われ、中には曹松などのように70歳を過ぎてようやく合格できた例もあった。しかし、受験者の大多数は一生をかけても合格できず、経済的事情などの理由によって受験を断念したり、過酷な勉強生活と試験の重圧に耐えられず精神障害や過労死に追い込まれたり、失意のあまり自殺したという鍾馗の逸話など悲話も多い。

## 概説

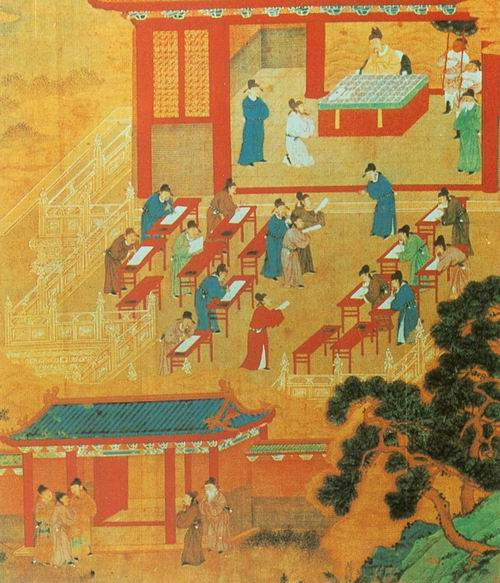
科挙

科挙という語は「（試験）科目による選挙」を意味する。選挙とは郷挙里選や九品官人法などもそう呼ばれたように、伝統的に官僚へ登用するための手続きをそう呼んでいる。「科目」とは現代の国語や数学などといった教科ではなく、後述する「進士科」や「明経科」などと呼ばれる受験に必要とされる学識の課程である。北宋朝からはこれらの科目は進士科一本に絞られたが、試験自体はその後も「科挙」と呼ばれ続けた。
古代には父祖の官職の上下に従ってその子孫や親族に官位職階を当てる恩蔭（おんいん）、任子（にんし）、蔭子（おんし）、門蔭（もんいん）などと呼ばれる制度があり、門閥貴族として政治に影響を及ぼしていた（任子を参照）。しかし、隋朝に至り、賢帝として知られる楊堅（文帝）が科挙を初めて導入した。これは家柄や身分に関係なく誰でも受験できる公平な試験で、才能ある個人を官吏に登用する制度は、当時としては世界的にも非常な革新的であった。科挙にはこれには純粋に学力で選ばれた官僚を採用することで門閥貴族による政治への影響を排して皇帝への権力集中を強化する狙いがあったが、隋から唐までの時代には、その効力は発揮できていなかった。これが北宋の時代には、従来の門閥貴族の影響が削がれ一定の成功を収めたが、代わって科挙に合格した官僚が新しい支配階級「士大夫」を形成して地位・名声・権力を獲得し、それを元にして大きな富を得るようになった。
建前上、受験資格に制限のない科挙ではあったが、科挙に合格するためには幼少時より労働に従事せず受験勉強に専念できる環境や、膨大な書物の購入費や教師への月謝など多額の費用が必要で、実際に受験できる者は大半が官僚の子息または地主などの富裕層の子息に限られ、士大夫の再生産の機構としての意味合いも強く持っていた。ただし、旧来の貴族の家系が場合によっては六朝時代を通じて数百年間も続いていたのに比べ、士大夫の家系は長くても4代から5代程度にすぎず、跡取りとなる子が科挙に合格できなければ昨日の権門も明日には没落する状態になっていた。その一方、後述の通り科挙に合格できれば本人のみならず家族や親族全体に至るまで多大な利益を得られたため、貧しい庶民であっても特別に優秀な者は親族全体が協力して受験を支援する場合もあった。また、幕友として働きながら受験する者もいた。
科挙に合格して官僚となることは、本人のみならずその宗族にとっても非常に重要な意味を持っていた。「官本位」と呼ばれる権力中心の中華王朝社会では、一人の人間が官僚となり政治権力の一部となることは、本人だけでなくその者の宗族に莫大な名誉と利益をもたらす。そのため、宗族は「義田」という共同財産を使い「義塾」を開いて子弟の教育を行い、宗族から一人でも多くの科挙合格者を出すことに熱心であった。宗族の一人が官僚となってやがて政治権力の一部を握ると、有力官僚となった者は宗族にさまざまな便宜を図り、宗族のために働くことを期待され、本人もその期待に応えていく。官僚を辞めて地元に戻ってからも、地元の有力者（郷紳）として王朝の官界や地元の官僚へ影響力を行使する。そのため宗族は子弟の一人でも科挙に合格して官僚になれば、在任中と引退後を合わせて半世紀は安泰と繁栄を約束された。
このような需要を当て込んで、文章軌範のような例文集や四書五経の注釈書、各科目に秀でた家庭教師などの受験市場が形成されており、勉学に秀でていたが科挙に合格できなかった者が従事していた。四庫全書の副本は筆写のために在野の貧しい文人がアルバイトで動員されており、科挙に合格していないが読み書きの出来る人間が一定数存在していたことがうかがえる。
科挙は皇帝が直々に行う重要な国事だったため、その公正をゆるがすカンニングに対する罰則は極めて重く、カンニングが発覚した場合には受験資格の永久剥奪はもちろんのこと、首かせを付けたまま辺境で1ヶ月に及ぶ兵役が科されるなどの罰が与えられ、採点者と密通するなど手口が特に悪質な場合には死刑に処される事例もあった。それでも科挙に合格できれば官僚としての地位・名声・富・家の繁栄が約束されるとあって、廃止されるまでの約1300年間、厳重な監視にもかかわらず様々な工夫をこらして不正合格を試みる者は後を絶たなかった。各時代に考案された手の平に収まるほどの小さな豆本や、数十万字に及ぶ細かい文字をびっしりと書き込んだ下着など多彩なカンニング用具が現代まで残っている。
このような試験偏重主義による弊害は、時代が下るにつれて大きくなっていった。科挙に及第した官僚たちは、文選や文章軌範などに書かれたような詩文の教養のみを君子の条件として貴び、現実の社会問題を俗事として賎しめ、治山治水など政治や経済の実務や人民の生活には無能・無関心であることを自慢する始末であった。これを象徴する詞として「ただ読書のみが崇く、それ以外はすべて卑しい」（万般皆下品、惟有読書高）という風潮が、科挙が廃止されたあとの20世紀前半になっても残っていた。
こういった風潮による政府の無力化も、欧米列強の圧力が増すにつれて深刻な問題となっていた。林則徐のように真摯に取り組んだ例もあったが、他の官僚の恨みを買い失脚の憂き目にあっている。また、太学や書院などの学校制度の発達を阻碍した面を持っていることは否めない。これに対しては、王安石などにより改革が試みられた例もあったが頓挫した。それ以後もこの風潮は収まらず、欧米列強がアジアへ侵略すると科挙官僚は「マンダリン」と呼ばれる時代遅れの存在となっていった。これに危機感を抱いた官僚もおり、洋務運動を推し進めた李鴻章が人材育成のため科挙に科学・工学など実学を盛り込む提案をしたり、康有為・梁啓超ら「帝党」官僚による戊戌の変法といった形で改革が試みられたが、これらも保守派による反対で失敗した。
ようやく清末の1904年（光緒30年）の最終試験をもって、一度は否定した戊戌の変法を倣う形で科挙は廃止された。一方、科挙は今日の世界で標準試験の起源であり、19世紀から欧米は西洋の学問にこのメリット・システムを取り入れた。
現代の中国で行われる大学入試「普通高等学校招生全国統一考試」はその過酷さと成績が後の人生を左右することから、「現代の科挙」とも称される。

## 歴史

### 隋
科挙は隋の文帝によって始まる。隋より前の六朝時代には、世襲の貴族が家柄によって官僚になるという貴族政治が行われていた。それまで採用されていた九品官人法は、貴族勢力の子弟を再び官僚として登用するための制度と化しており、有能な人材を登用するものとは到底言いがたい存在であった。文帝は優秀な人材を集め、自らの権力を確立するため、実力によって官僚を登用するために科挙が始められた。九品官人法は廃止され、地方長官に人材を推薦させたうえで科挙による試験が行われた。推薦よりも試験の結果に重きを置かれ、官僚の採用が決定されることとなった。
隋代の科挙は、秀才・明経・明法・明算・明書・進士の六科からなり、郷試・省試の二段階であった。隋は二代で滅びるが、科挙はその後、唐に受け継がれた。

### 唐
唐では、秀才、進士、明法、明書、明算などの科目が設けられた。はじめは秀才科がもっとも重んじられていたものの、受験者が不合格になるとそれを推薦した地方長官まで処罰されたため、受験者が減少し、やがて廃止された。その後、明経と進士の両方が主な科目となる。しかし、経書の単純な暗記能力を試すのが中心であった明経科は軽んじられ、「詩」と「賦」を主な試験内容としていた進士科がもっとも尊重されるようになった。中唐では、進士科は受験者1000人に対し、合格者が1％から2％、その次に重んじられた明経科では、受験者2000人に対し、合格率10％から20％であった。進士科は、当時、士大夫に重んじられた教養である経書、詩賦、策（時事の作文問題）が試験に行われ、合格者は格別に尊重された。進士科合格者は唐代では毎年、30名ほどであった。
最終試験である省試への受験資格を得るために、国子監の管理下にあった六学（国子学、太学、四門学、律学、書学、算学）を卒業するか、地方で行われる郷試に合格する必要があった。省試は吏部の管理下にあったが、開元24年（736年）に礼部に移された。原則として毎年行われており、合格者の再試験である覆試もたびたび実施されている。このときに不正が発覚し、試験官が左遷させられることもあった。
受験資格は、当時の他の諸国に比べると、広範囲にわたる。しかし、女性、商工業者、俳優、前科者、喪に服しているものなどは受験が許されていなかった。このため、商人の子弟である李白が科挙を受験できなかったという説がある。
唐代では科挙は郷試・省試の二段階であったものの、省試の合格者が任官されるためには、吏部において実施される吏部試を受験しなければならなかった。吏部試では「宏詞科」もしくは「抜萃科」が課せられ、「身」「言」「書」「判」と呼ばれる四項で審査された。「身」とは、統治者としての威厳をもった風貌をいう。「言」とは、方言の影響のない言葉を使えるか、また官僚としての権威をもった下命を属僚に行えるかという点である。「書」は、能書家かどうか、文字が美しく書けるかという点を問われ、「判」は確実無謬な判決を行えるか、法律・制度を正しく理解しているかということを問うた。そこには貴族政治の名残りが色濃く見られる。
加えて省試の責任者である知貢挙は、その年の進士合格者を門生として知貢挙を座主とする師弟関係を結んだ。これがのちの朋党を生む原因となった。また、人物の評価を考慮した判断が重視されたために事前運動も盛んに行われ、知貢挙に「行巻」「投巻」という詩文や、再度「温巻」という詩文が受験者から贈られた。受験者が高官たちにも詩文を贈ることを「求知己」とよばれ、その援助を受けることを「間接」とよばれた。唐代の高官たちは、知貢挙に合格者を「公薦」（公的な推薦）することが許され、受験者の名簿を閲覧する「通榜」も行われている。これは腐敗が入りこむ余地が大きかった。いずれにしてもこれらの問題点については、宋代に改められることとなった。
一方で、隋から唐の時代には300年を超える試行期間を経て個人の能力を試験によって評価する科挙制度の体制が作られつつあったが、唐代になっても要途の官僚を膏梁や世冑と呼ばれる世襲の特権階級が占めていた。それでも中唐以降になると科挙出身者の勢力が拡大・拮抗しはじめ、次第に科挙出身の官僚が主流を占めることとなった。
唐代の科挙においては『五経正義』が成立し、この書物により儒教の経書に公式の統一解釈が存在するようになり、明経科の試験は行われた。『五経正義』の成立は儒教に一定の地位と根拠を獲得した面もあるが、同時に『五経正義』に基づく注釈が正解という影響を及ぼした。

### 宋

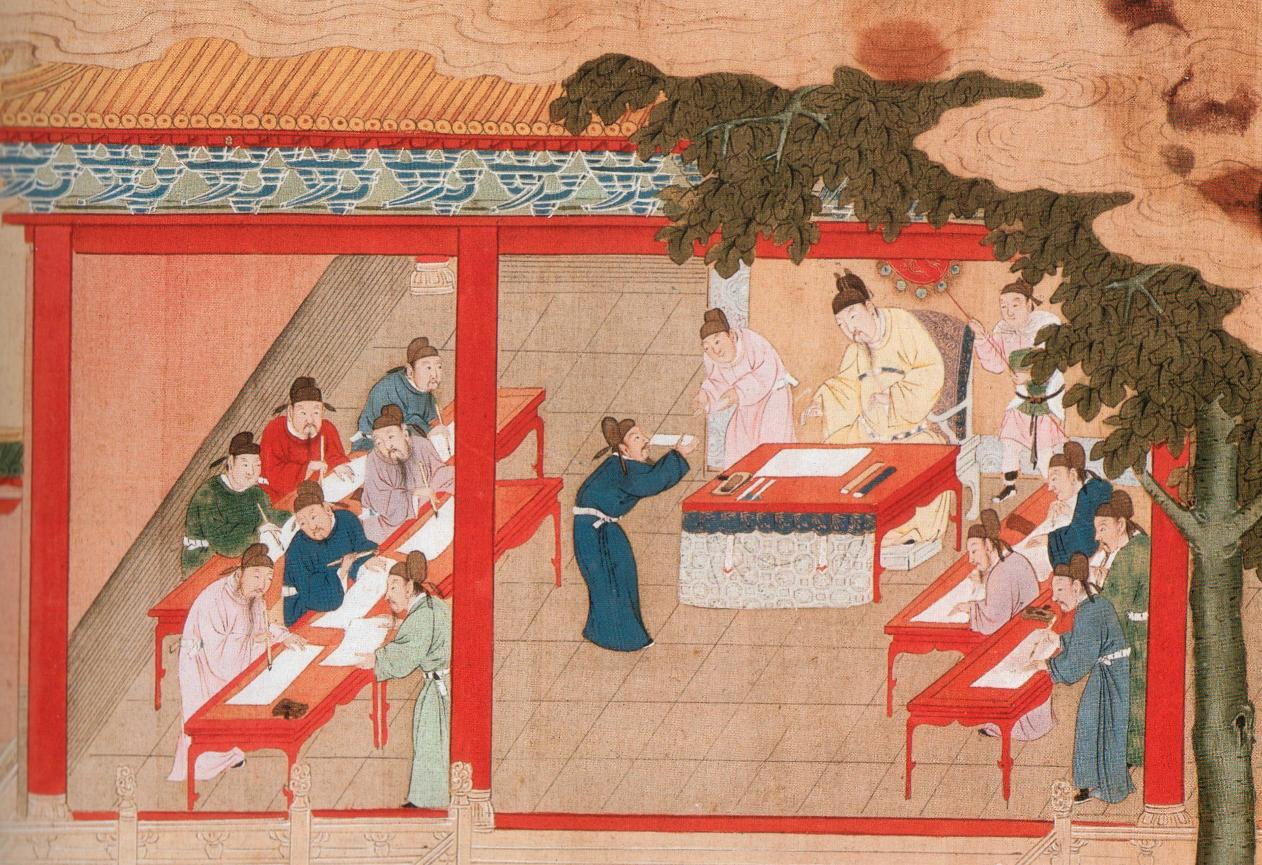
殿試の様子

唐が滅んだあとの五代十国時代の戦乱の中で、旧来の貴族層は没落し権力を握ることはなくなった。北宋を建てた趙匡胤は文治を旨として科挙制度を整備し、皇帝自らが臨席のうえで審査にあたる殿試を、最終試験として課した。殿試の魁選に一甲及第した進士は「状元」「榜眼」「探花」を総称して三魁と呼ばれた。殿試の実施によって、科挙に合格した官僚は皇帝自らが登用したものという感覚が強まり、皇帝の独裁体制を強めるものとなった。
宋代当初は受験科目が進士科と諸科に大きく分けられていたが、王安石の行った科挙制度の改革によって諸科がほぼ廃止され、科目が進士一科に絞られた。本来、進士科は詩文などの才能を問う要素が強かったが、このときより経書・歴史・政治などに関する論述が中心となった。また、初めて『孟子』が受験必修の書として定められた。王安石のあとに司馬光率いる旧法党が政権を執るが、科挙に関しては旧に復することもなくさらに変更が加えられ、進士科の中に経義を選択するもの（経義進士）とその代わりに詩賦を選択するもの（詩賦進士）が設けられた。北宋の第2代皇帝の太宗もまた太祖の路線を踏襲し、科挙による文官の大量採用を行い、監察制度を整え、軍人政治から文治主義への転換をなした。
答案が誰の手により作成されたものかを事前に試験官に分からないように答案の氏名を糊付して漏洩を防止する糊名法や、記述された答案の筆跡による人物判別を防止するため答案を書き改めた謄録法が採用されたのも宋代である。呉自牧著『夢粱録』には、南宋における科挙の実施に関する記事が示されている。
一方で唐中期から五代にかけての社会変革を経て、科挙制を軸とする官僚制が成立した宋の時代になっても、子孫や親族に官位職階を当てる任子（恩蔭）の制度は完全には崩壊せず、新しい時代に合わせて再編成されていった。趙翼は『二十二史箚記』で宋代の恩蔭の制度について「宋の恩蔭濫」とする一項を立て、宋代ほど任子が与えられた時代はないとしている。宋代には科挙出身者が圧倒的に優勢になり、恩蔭出身者は下風に置かれていたが、賈昌朝、陳執中、梁適など恩蔭出身者から高官となった者もいた。
南宋に入ると、官学生や科挙応試者に対する役法・税法上の優免が慣習として成立し、官と民の間に「士人」と呼ばれる知識人階層が形成される。彼らは階層内部での婚姻を重ねる一方、在地における指導者としての立場を形成していく。
宋代の科挙においては特定地域の出身者に偏らないように、会試段階での及第者数の定員が地域ごとに定まっていたものの、省試段階になっていくと試験官が自己の出身地域に有利な評価を下すことがあり、特定の地域への合格者数の偏りを見せる場合もあった。特に南宋期に入るとその弊害が悪化し、福州・南平・温州・明州・吉安・眉山といった一部の州では合格者数が異常に突出する結果も生み出している。
宋代の科挙の合格者としては朱熹が科挙に19歳で合格しており、そのほか、蘇軾（1037-1101）が22歳、黄庭堅（1045-1105）が23歳で合格している。また、宋代には新興の士大夫らが儒教を復興させ、唐代の『五経正義』に基づく国家公認の注釈書による教科書的な訓詁学に代わり、周敦頤から程顥・程頤を経て義理の追究に重きを置く朱子学や陸王心学などの宋明理学が勃興した。

### 金・元
1127年、北宋では前年の解試を受けて省試・殿試が行われる予定になっていたが、金が首都開封を占領したことで中止された（靖康の変）。旧宋領地域を平定するために派遣されていた斡離不を補佐していた劉彦宗の提言によって、1128年に科挙の続きを実施した（趙子砥『燕雲録』建炎2年戊申正月条）。遼では989年以来、漢民族などを対象に科挙が実施されており、劉彦宗自身も元は遼の進士であった。斡離不・劉彦宗は相次いで没するが、その後を継いだ粘没喝も1129年と1132年に科挙を実施し、その後熙宗によって1135年に科挙を実施されている。こうした措置は遼の主要領域を占領した直後の1123年にも実施されており、新たな征服地を統治するための人員を確保するとともに、漢民族知識人を引き留める効果があったと考えられている。金では1138年に科挙が3年1貢の正式な制度として採用され、1149年にはそれまで実施されていなかった殿試も採用されるようになったが、金が公的な教育機関の整備に動き出したのは12世紀後期に入ってからで、また南宋のような士人に対する特権はほとんど認められず、科挙に合格しない限りは庶民と同等に扱われていた。世宗の即位後に従来の地方官吏から試験による中央登用を停止し、学校を整備して科挙登用を増やす政策を採用した。また女真族の軍事組織であった猛安・謀克の形骸化によって官途に就く道が閉ざされる形となった女真族を救済するために、女真族のみを対象とした女真進士科（のちに策論科）・女真経童科なども実施された。しかし、モンゴル侵攻を目の当たりにした宣宗は実務に長けた官吏の中央への登用を進めたため、官吏出身者と進士出身者の対立を引き起こすことになった。なお、金の科挙受験者はもっとも多かったとされる13世紀初めでも多くて4万人程度と、40万人に達したとされる南宋に比べて大幅に少ない。しかし、金の領域に入った地域はもともと科挙が盛んではなかった（北宋時代には2万人前後の受験者しかいなかった）こと、金が人士への特権を認めなかったこと（反対に南宋のような特権目当ての受験者がいなかったこと）、金の人事制度が官吏からの中央への登用が比較的容易で科挙一辺倒ではなかったことなど、金と南宋の制度的な違いによるところが大きい。
元では、1313年まで科挙が実施されなかった。これはモンゴル帝国の旧金領地域進出からみれば、100年あまり遅れて征服された旧南宋地域でも30年以上行われなかったことによる。従来、そうした状況をもって「士大夫の立身出世への道は絶たれた」「モンゴル支配下の漢民族知識人の不遇」とみなされてきたが、実際にはさまざまな人材登用ルートが存在しており、漢民族の知識人（人士・士大夫）もそうしたルートを介して登用されていた。大きく分けると官吏・兵士・儒戸として出仕し、その功績によって中央に転じる者、縁故・猟官によってモンゴル人王侯などの有力者に推挙される者（王侯の幕僚として出仕したあとにその推挙を受ける例もある）、国子監・翰林院・司天監などの国家の教育機関で能力を認められて登用される者などがあり、科挙復活後もそうしたルートによって出仕する事例が多く存在した。しかし、元代の科挙の1回の定員は100名で、しかも蒙古人・色目人・漢人（旧金領漢民族および女真族・契丹族・渤海族）・南人（旧南宋領住民）で4分の1ずつ分けられており、元代すべてを通じた合格者の総数は1000人あまりであった。ところが、科挙合格者は、成績によって従六品から従八品までの品階を与えられるなど、当時としては破格の待遇を受けた。しかも、科挙実施と同時に従来の官吏出身者の昇進の最高を従七品までに制限された（ただし、この規定が科挙復活以前の登用者にも適用されたことから問題視され、1323年に正四品に引き上げられた）。科挙の及第によって官僚を目指すことはメリットとデメリットの両方があり、必ずしも他のルートに比べて優位とは言えなかった。当時の知識人は数ある人材登用ルートから科挙を選ぶか、他のルートを選ぶかを選択していたと考えられている。

### 明・清

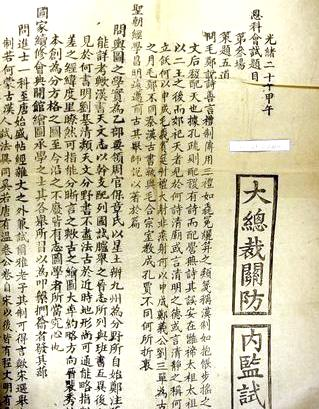
1894年の会試の題目

明代に入り科挙は複雑化した。科挙の受験資格が基本的に国立学校の学生に限られたために、科挙を受ける前に、童試（どうし）と呼ばれる国立学校の学生になるための試験を受ける必要があった。一方で、試験内容も四書を八股文という決められた様式で解釈するという方法に改められた。試験科目が簡便なものになったことで貧困層からも官僚が生まれるようになった反面、形式重視に陥ってしまい真の秀才を得られなくなってしまうという弊害も発生した。
清代に入ってもこの制度は続いた。順治帝の摂政ドルゴンは北京入城後、清への服従の証として満洲民族の風習を強要したが、科挙のシステムはそのまま採用した。特に辮髪は儒教の伝統的な考えと合わず強い抵抗にあったが、従った者は科挙の受験資格も与えるとした。
制度面では挙人覆試や会試覆試といった新たな試験制度が追加されたことで、さらに試験の回数が増えて複雑化した。このように科挙の試験形態が一貫して複雑化し続けた背景には、清朝が長期間安定したこと、試験者が大幅に増加したこと、豆本の持ち込みや替え玉受験などの不正行為の蔓延ということが挙げられる。特に清代では順治帝治世下での丁酉科場案、康熙帝治世下の辛卯科場案、咸豊帝治下の戊午科場案など試験官に賄賂を贈って買収した大がかりな不正が起き、多数の関係者が死刑も含めた厳罰に処されている。
制度の複雑化による制度疲労と不正の横行により、優秀な官僚を登用するという本来の目的を果たせなくなるという事態を招いた。
アヘン戦争以後は西洋列強が中国を蚕食するようになり、日清戦争後には本格的に近代化が叫ばれるようになっていった。そしてついに、清朝末期の光緒新政の一環として1902年（光緒28年）に八股文が廃止され、1905年（光緒31年）に科挙そのものも廃止された。
科挙が、中国社会においては一般常識そのものとされた儒学や文学に関して試験を行っている以上、その合格者は中国社会における常識を備えた人であると見なされており、その試験の正当性を疑う声は少数であった。逆に元朝初期に科挙が行われなかった最大の理由は、中国以外の地域に広大な領域を持っていた元朝にとって見れば、中国文化は征服先の一文化圏に過ぎないという相対的な見方をしていたからに他ならない。
元朝と同じく征服王朝である清朝においても漢人科挙官僚を用いたのは旧明領の統治のみであり、それは同君連合である清朝が明の制度をそのまま旧明領に用いたためである。漢人科挙合格者で清朝の第一公用語で行政言語である満洲語と満洲文字を学ぶことを許され、中央政治に参加できたのは状元と榜眼のみであり、他の漢人科挙官僚は学ぶことを禁止されていた。また受験資格である辮髪を受け入れない者も多くいた。
満洲人は基本的に武官（八旗）であり、科挙を受けて合格すれば文官になれたが、漢人よりも課題が緩和されており優遇されていた。また皇帝から直接指名を受ければ科挙を受けなくても官僚になることができた。
清朝末期に中国が必要としていた西洋の技術・制度は、いずれも中国社会にはそれまで存在しなかったものばかりであり、そこでの常識だけでは決して理解できるものではなかった。中国が植民地化を避けるために近代化を欲するならば、直接は役に立たない古典の暗記と解釈に偏る科挙は廃止されねばならなかったのである。
時の清政府の留学促進政策および日本明治政府の積極的な招致が大きく関係している。戊戌の政変、義和団の乱、八国聯軍の侵略など、国内外においてダブルパンチを受けていた清政府は、その政権維持のため、新政措置を取った。そのうちの一つが日本の明治維新を手本にすることであり、積極的に学生たちの日本留学を推し進め、奨励規程の公布まで行った。特に、1905年の清政府による科挙制度の廃止も大きく影響し、多くの知識人が留学の道を選び、相次いで日本へと旅立った。

### 太平天国
太平天国も科挙を行った。特筆すべき点は、それまで受験資格のなかった女性に対して科挙を行ったことである。1851年に行われたこの科挙は、「惟女子与小人為難養也」をテーマとした論文を書かせるもので、200人あまりが受験し、傅善祥が状元となった。しかし、その後まもなく太平天国は崩壊し、女性のための画期的な科挙はこの一度限りで終わった。

## 試験区分

### 文科挙

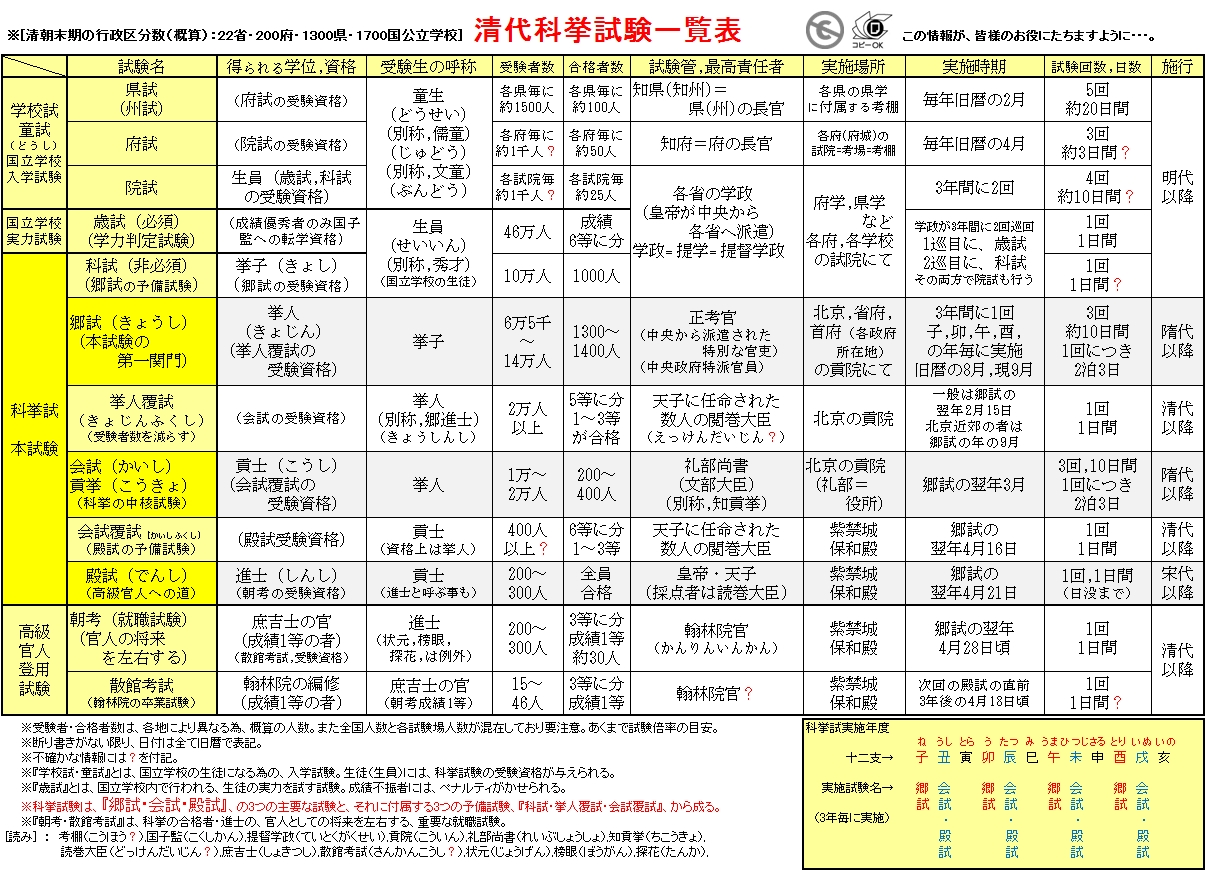
清代科挙試験の一覧表

#### 童試

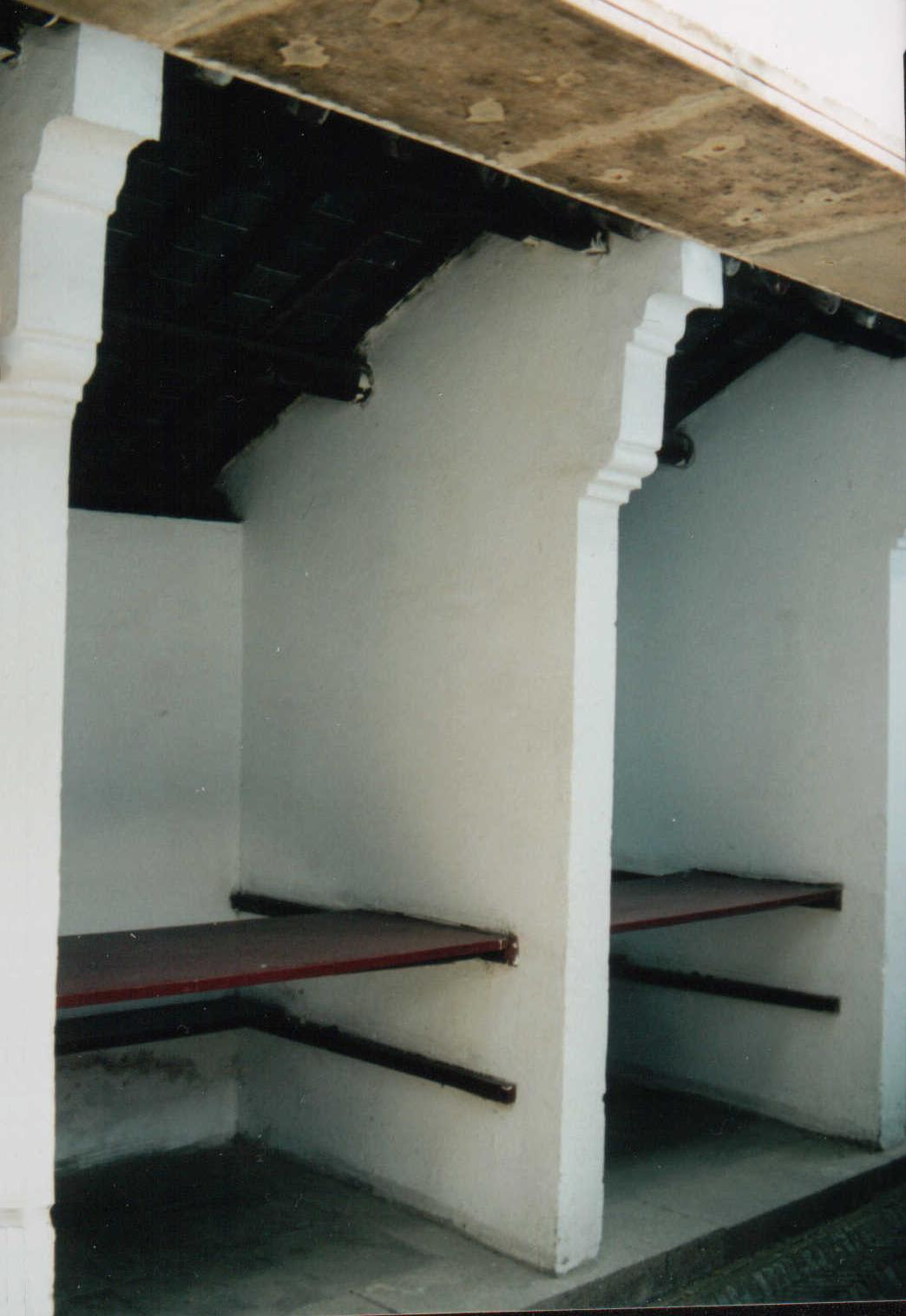
考場の内部

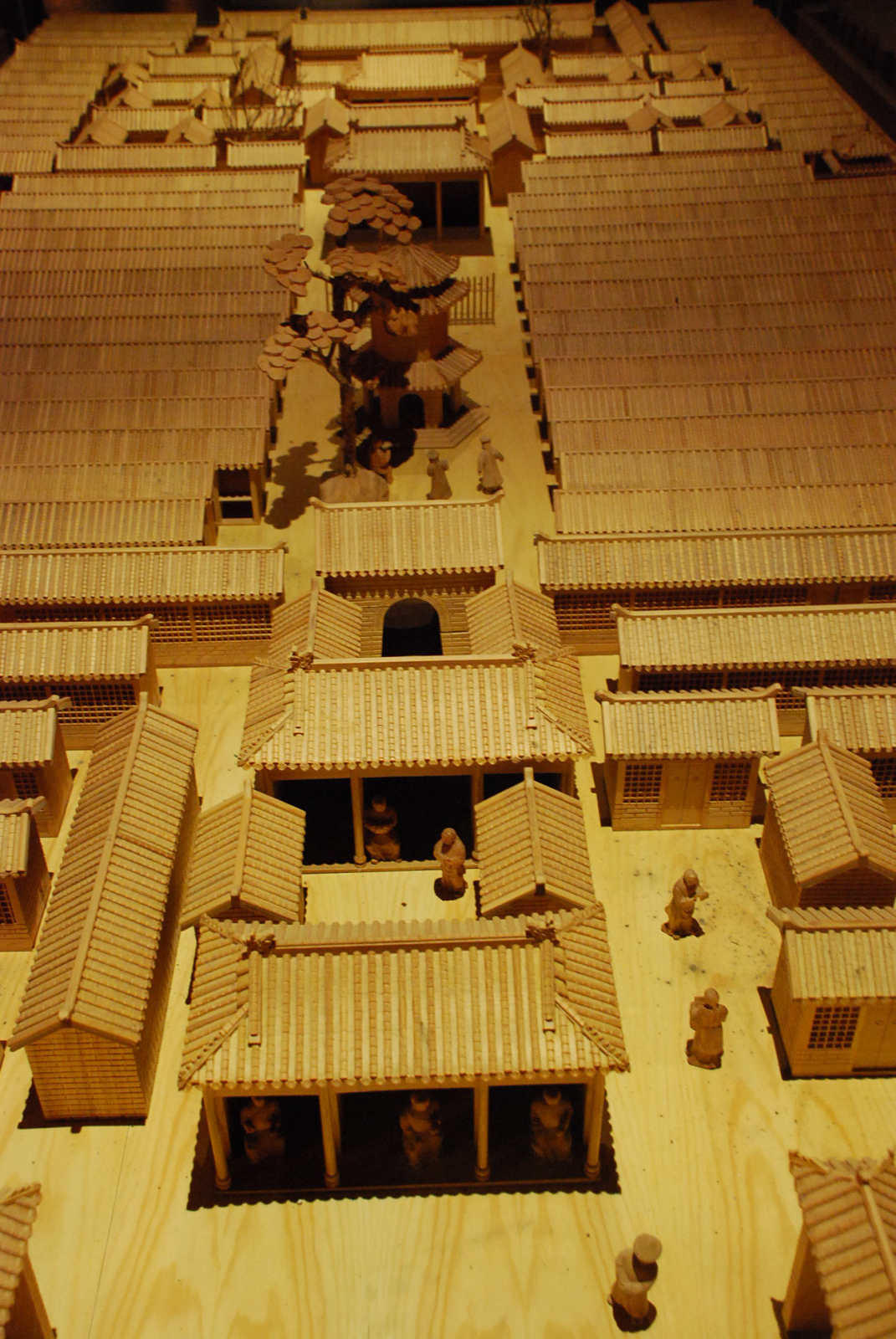
貢院の号舍の模型

童試とは、科挙の受験資格である国立学校の学生になるための試験である。童試を受ける者は、その年齢にかかわりなく、一律に童生（どうせい）、あるいは儒童（じゅどう）と呼ばれた。
童試は3年に一回、旧暦2月に行われ、順に県試・府試・院試の3つの試験を受ける。県試は、各県の地方官によって行われる。県試に合格したものは、その県を管轄している府の府試を受ける。府試は、各府の地方官によって行われる。さらに府試に合格した者は、皇帝によって中央から派遣された学政による院試を受ける。この院試に受かった者は生員となり、晴れて秀才と呼ばれ、国立学校への入学資格を得て、士大夫の一部とみなされるようになる。
童試は唐代のころから童子科として存在しており、唐代は10歳以下、宋代は15歳以下が対象となっていたようであり、及第者には解試免除や授位などがなされた。なお、南宋の時代には女童子の求試が二度あり、及第者も誕生している。
科試・歳試
歳試とは、国立学校に入学した生員が受験する試験であり、3年に一度行われる定期学力試験である。成績優秀者の場合は地方官などに任命されることもあったが、成績不良の場合には停学もしくは生員たる資格を剥奪され退学処分を課せられる場合もあった。科試はこれに対して、科挙本試験の郷試を受けるための予備試験であり、受験者の数を絞ることが目的である。合格すると郷試の受験資格が与えられ、同時に生員から挙子と呼ばれるようになる。合格人数は次の郷試の会場である貢院 (こういん）の余裕に合わせて決定され、おおむね郷試合格者の100倍程度の生員が合格した。

#### 郷試
童試が国立学校の学生という科挙の受験資格を得る為の試験であるのに対し、郷試は科挙の本試験であり、その第一の関門となる試験であり、その試験倍率はおおむね80から100倍程度で推移していた。
郷試は3年に1度、子年、卯年、午年、酉年ごとに実施されることが法令で定められていた。その期日もあらかじめ指定されており、具体的には、8月9日に第1試験、8月12日に第2試験が、8月13日に第3試験が実施される。第1回の試験では四書題3問と詩題1問の試験が課され、第2回の試験では五経題5問が課され、第3回の試験では策題という政治論文が課された。なお、この3年に一度の試験のほかに、恩科と呼ばれる臨時の試験が存在した。これは、宮中に大慶事（天子の即位など）が発生した際に特別に1回増加された科挙の試験のことである。
試験は各省の省都にある貢院で行われた。貢院とは科挙試験を行うための施設で、内部には「号舎」と呼ばれる、入り口に扉のない、インターネットカフェの個室程度の大きさの個室が無数に集まっており、それが長屋状に連続していた。そして、貢院の内部の大通りは「甬道」、小道は「号筒」と呼ばれた。
全3回の試験は、それぞれ3日間かけて行われ、各回ともに1日目は丸1日が受験生を入場させるために用いられ、2日目の早朝に問題が発表される。そして、3日目の朝までが回答時間として与えられ、3日目の夕方までに答案を提出することになっていた。この流れを3回繰り返し、試験は終了となる。
受験生たちは、まず見張りの兵士によって所持品検査と、前もって作成された受験票に書かれた本人かどうかの本人確認を受ける。見張りの兵士が受験生のカンニングを見逃した場合には処罰の対象となり、逆にカンニングを見つけて摘発した兵士には報償金が与えられることになっていた。そして、所持品検査を終えて入門を許された受験生は一人ずつ号舎に入れられ、試験が終了するまで3日間、号舎から出ることを禁止された。貢院の門はいったん閉められると、試験が終了するまでいかなる理由があっても開かれることはなかった。試験はほぼ徹夜で行われ、1畳ほどの狭い空間の中で回答しなければならない。しかも、部屋にカーテンはかけているとはいえ、外からは容赦なく夜風や雨が吹き込む。悪天候の場合などには身を挺して答案を守らなければならない。それゆえに、回答中に急病になったり精神に異常をきたしたりしてしまう受験生も多く、亡霊の祟りを見るなどの数多くの逸話が生まれた。
郷試の採点は、公正を期すためにさまざまな工夫がなされていた。まず、先述した3回試験制もその一つであり、合格者の決定においては3回の試験の平均点より決められた。また、採点の作業を行う際には、すべての答案の氏名欄に糊付けがされ、採点官が受験者の氏名を見ることができないように覆われた。さらに、答案の筆跡から受験者が特定されるのを防ぐため、すべての答案は一字一句に至るまで筆写係の手で丁寧に書き写され、採点官は受験番号のみを記載した答案の写しを見ながら採点を行った。そして、すべての採点が終了した後に初めて答案の糊付けを外し、合格者の氏名が判明する仕組みになっていたのである。
郷試に合格した者は挙人と呼ばれるようになり、次の会試を受験する資格が与えられたほか、地方の官職に就くこともできた。また、定期的に再試験を受けて合格できなければ資格を取り消される挙子とは異なり、挙人の資格は生涯有効であった。
郷試の試験は先述のように非常に倍率も難易度も高いため、高齢者が試験に参加することも多かった。このため、70歳以上の受験生に関しては、答案の形式に間違いがなければ、合格点に満たない場合でも定員外の形で合格し、挙人の資格が与えられた。

#### 挙人覆試
清朝に新たに加えられた試験区分。事前に志願者をふるい落とし、会試の試験会場である北京貢院の混雑を避けるために設置された足切り制度。会試の1か月前（2月15日）に行われた。北京近郊の者に対しては、これもまた混雑の防止が目的であるが、前年の郷試の直後の9月に実施された。出題内容は四書題1問、詩題1問。成績は5等に分けられた。1等から3等の者は会試を受ける権利を与えられ、4等の者は一定期間会試受験の権利が停止され、5等の者は挙人の資格が剥奪された。なお、会試は天子が行う崇高な行事とされていたため、受験者は公費で北京に赴くことができた。

#### 会試
隋代からある試験区分。貢挙とも呼ばれる。郷試とならび重要な試験で、科挙試験の中核を成す。挙人が受験することができ、合格すれば貢士の呼称を得る。貢士は、資格上は挙人と同等。清代末期における受験倍率は、100倍近くになることもあった。郷試の翌年の3月に、北京の貢院にて実施され、頭場、二場、三場の3回、それぞれ2泊3日の期間で行われる。唐代においては、続く試験、殿試がなかったため、この会試に合格すればただちに進士の資格を得ることができた。また清代においても、殿試はほぼ全員が合格するのが慣例であったため、貢士の呼称を得た挙人を早々に進士と呼ぶことさえあった。会試に合格した貢士のうち、成績が1番目の者を会元（かいげん）、2番目の者を亜魁（あかい）、6番目の者を榜元（ぼうげん）、1番目から18番目までの者を会魁（かいかい）、最下位の者を殿榜（でんぼう）と呼んだ。

#### 会試覆試
清朝の乾隆帝の時代に新たに加えられた試験区分。期日は4月16日、会場は殿試と同じ紫禁城の保和殿。試験内容は四書題1、詩題1。学力の再確認、殿試に向けた試験会場の場慣れ、替え玉受験の防止のための本人確認を目的とした殿試の予備試験的なもの。そのため試験はかなり平易なものが作成された。成績は4等に分けられ、1〜3等の者は殿試を受ける権利を与えられ、4等の者は一定期間殿試受験の権利が停止された。

#### 殿試
殿試とは、進士に登第（合格）した者が、皇帝臨席の下に受ける試験をいう。すでに進士の地位はあるが、この試験により順位を決め、のちのちの待遇が決まってくる。上位より3名はそれぞれ状元、榜眼、探花と呼ばれ、官僚としての将来が約束された。巨大な官僚機構の頂点に立ち「進士は月日をも動かす」と言われた進士の中でも上位となればさらなる成功を納めることができた。

#### 三元
科挙において、郷試に首席で合格した者を解元、会試に首席で合格した者を会元、殿試に首席で合格した者を状元と呼び、すべての試験に首席で合格した者を三元と呼んだ。麻雀の役である大三元はこれに由来している。また、同じく麻雀の役である四喜和の四喜にも、第四の喜びとして科挙合格が含まれている。約1300年に及ぶ科挙の長い歴史の中でも三元は14人しかいない。

### 武科挙
中国においては、政治と軍事は車の両輪に例えられ、この2つがうまくかみ合って国家は安定すると考えられていた。このため軍人を採用する科挙も存在し、この試験を武官を採用する試験として武科挙（武挙、清代には武経と呼ばれた）と呼ばれていた。対し、一般的に言われている文官登用試験は対比して文科挙といわれる。

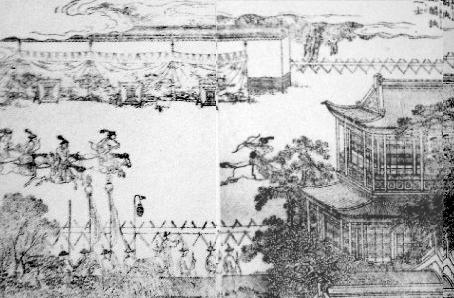
武科挙

文科挙と同様に武県試・武府試・武院試・武郷試・武殿試（皇帝の前で行われ学科のみ）の順番で行われ、最終的に合格した者を武進士と呼んだ。試験の内容は馬騎、歩射、地球（武郷試から）と筆記試験（学科試験）が課された。
- 馬騎 - 乗馬した状態から3本の矢を射る。いわゆる騎射。
- 歩射 - 50歩離れたところから円形の的に向かって5本の矢を射る。
- 地球 - 高所にある的を騎射によって打ち落とす。
- 技勇 - 青龍偃月刀の演武、弓を引く強さや持ち上げる石の重さを計る。

矢の的に当たる本数、引ける弓の強さ、持ち上げる石の重さが採点基準となる。学科試験には、『孫子』などの『武経七書』の兵法書に関する問題が出題された。しかし、総外れもしくは落馬しない限りは合格だったり、カンニングもかなり試験官から大目に見られたりと文科挙とは違う構造をしていた。また伝統的に武官はかなり軽んじられており、同じ位階でも文官は武官に対する命令権を持っていた。

## その他中国の科挙

### 制科
制科とは、普通の科挙では見つけられない大物を官僚に採用するため、天子の詔で不定期に実施された試験である。隋代から始められ、唐・宋時代にも行われた。清朝の1678年にも行われた記録がある。しかし、乾隆期以後は制科は著しく廃れることとなった。科挙出身の官僚は制科出身の官僚と派閥争いを行ったが、人数が圧倒的に多い科挙出身の官僚が優位に立った。

### 博学鴻詞科
康熙帝の勅令により、優れた学者や文人など在野の才人を推挙するために臨時で設けられた制度。合格すると翰林院に登用された。
洪邁・全祖望・王応麟などの儒学者、王昌齢などの詩人が登用されている。呂祖謙のように進士と博学鴻詞科に同時合格した者もいる。
推薦制であるため断ることも可能であり、文選にもっとも詳しいとされた呉敬梓は安徽巡撫に推挙されたが断っている。

## 外国への影響

### ベトナム
ベトナムにおいては李朝の仁宗治世の太寧元年（1075年）に科挙が導入され、中国が廃止したあとの1919年まで存続した。ベトナムは世界で最後に科挙制度を廃止した国である。
李朝期に有能な人材を登用するために科挙制度が導入されたが、李朝期を通じて実施された科挙の回数は4回のみで、採用人数も少なかったことから、李朝期の段階ではいまだ科挙が大きな影響を与えるには至っていなかったといえる。その後、陳朝の太宋治世の建中8年（1232年）に科挙が再開された。その際、国子監が新たに設置され、太学の学生の中から試験に参加し、進士の資格を得るようになった。さらに1314年、科挙出身の官僚の登用を拡大するために正式に進士科が設けられ、より多くの人が科挙に参加できるようになった。李朝期に始まったベトナムにおける科挙制度は、陳朝期に至って広まることとなった。
陳朝滅亡後、1406年（永楽4年）から1532年まで、ベトナムは明朝によって支配された。このことで、中国の科挙制度が後黎朝期以後のベトナムにおける科挙制度に大きな影響を与えた。すなわち、郷試→会試→殿試といった3段階の試験、武科挙の実施といった制度が、いずれも後黎朝期においてベトナムの科挙にも導入されることとなったのである。また、その試験の出題内容も同時期の中国のものと似通っていた。
武科挙も導入された。
以上のことから、ベトナムにおける科挙制度はもっとも中国の科挙制度と似通ったものであったといえる。

### 朝鮮
朝鮮半島の高麗や李氏朝鮮でも、中国式の科挙が導入されていた。李氏朝鮮の科挙は、法的には特別な場合でなければすべての良民が受験可能だったが、実際には経済的理由で貴族層である両班ではなければ受験が難しかった。朝鮮後期には三代の間に科挙の及第者を出せなければ、両班と認められなかった。科挙の実施は礼曹が行い、及第者からの官僚への人選は文官は吏曹が、武官は兵曹が担当する。これは、唐以来の中国の制度を準用したものである。
韓国では現在でも、科挙の名残として「高等考試（ko:고등고시）」（現在の5級行政職、5等級外務職、5級技術職試験、日本の国家公務員総合職試験に相当）がある。また、全国から受験者が集まるソウル特別市の公務員試験の様子を、かつて科挙受験のために漢陽（現在のソウル）に集まった状況に例えて、ニュース等で「現代版科挙」と言われる場合もある。民間でも、サムスングループの入社試験を、その難関さから科挙に例えられる場合がある。

### 日本
日本でも、平安時代に科挙の考え方が導入され、課試と呼ばれる試験が行われるようになった。庶民から進士に合格し下級官人となり、最終的に貴族にまでなった人物として勇山文継が知られているが、日本独自の「蔭位の制」と呼ばれる例外規定が設けられ、高位の貴族の子弟には自動的に官位が与えられたため（世襲）、受験者の大半は下級貴族で、合格者が中級貴族に進める程度であった。このため、大貴族と呼ばれる上級貴族層には浸透せず、当時の貴族政治を突き崩すまでには至らなかった。その後、律令制の崩壊とともに廃れた。院政期からは公家社会と武家社会は共に官職の世襲制化が進み、基本的に江戸時代まで続く。
科挙が日本の歴史に及ぼした影響は少なかった。しかし、明治時代に入ると、科挙を原型とした高等文官試験が実施された。高等文官試験においては、道徳（儒学）よりも一層強力で安定した統治を可能にする法律（法学）が中心に据えられた。そして、高等文官試験司法科を引き継いだ司法試験は、合格率が著しく低く、また合格する場合にも長期間を要したことから、「現代の科挙」と評されていた。

### 欧州
18世紀ごろまでのヨーロッパでは、高官は貴族の世襲が主であり、科挙のような筆記試験での採用試験はなかった。中国に宣教活動をしたジョアシャン・ブーヴェによって科挙が伝わり、フランスには、高等文官試験と呼ばれる科挙をモデルとした試験が採用された。

## 科挙と近代化
『日中比較教育史』（佐藤尚子, 大林正昭）は、日本との比較において、中国の近代化が遅れた理由のひとつとして科挙制度の影響を挙げている。なぜ中国は西欧の学問思想の導入に遅れたのか、同書はその理由に、科挙による中国の学問・教育の硬直化と、江戸期の日本の学問の柔軟性との差を指摘している。
科挙制度の確立により、中国は世界に類をみない教育国家であり続けた。科挙に合格しさえすれば、だれでも政権の中枢に到達できるため、当時の中国教育の中心は科挙のためのものとなり、儒学以外の学問への興味は失われがちだった。また、科挙に合格するための教育が主流であった中国では、学習者はある程度の地位や財力を持つ者に限られた。さらに、科挙の本質は文化的支配体制の確立であったため、権威は権力と密接し、論争的・創造的学問は排除された。
それに比して、江戸期の日本では、公的試験はあったものの、科挙のような選抜の意味合いがなかったため、学問とは官吏になるためのものではなく、あくまで個人の教養のためのものだった。官立学校が確立していた中国と違い、学校はほとんどが私塾であり、そのため多様な学問が取り入れられ、新しい学問の導入も積極的かつ容易であった。学問は趣味という認識が強く、出世の絶対的な道具でなかった日本では年齢や階級にかかわらず学習者が一定の階層に固定せず、庶民にまで広がり、世界的にも高い識字率が実現した。また、朱子学を批判した荻生徂徠の徂徠学の影響でさまざまな研究が好まれた。支配階級である武士は実用性・合理性のある学問を尊重したため、西洋学問の導入にも理解があった。

## 題材とした作品
科挙は人生をかけた挑戦であるためさまざまなエピソードがあり、当時の中国ではそれを題材とした作品が多く発表されている。
- 『儒林外史』- 科挙に翻弄される人々を描いた白話小説[26]。作者の呉敬梓は博学鴻詞科に推挙されたが断っている。
- 『孔乙己』 - 科挙廃止により零落した元受験生の顛末を描いた短編小説。作者の魯迅が科挙廃止の15年後に発表したもので、当時の状況を描写している。